# 伊莱休·B·沃什伯恩

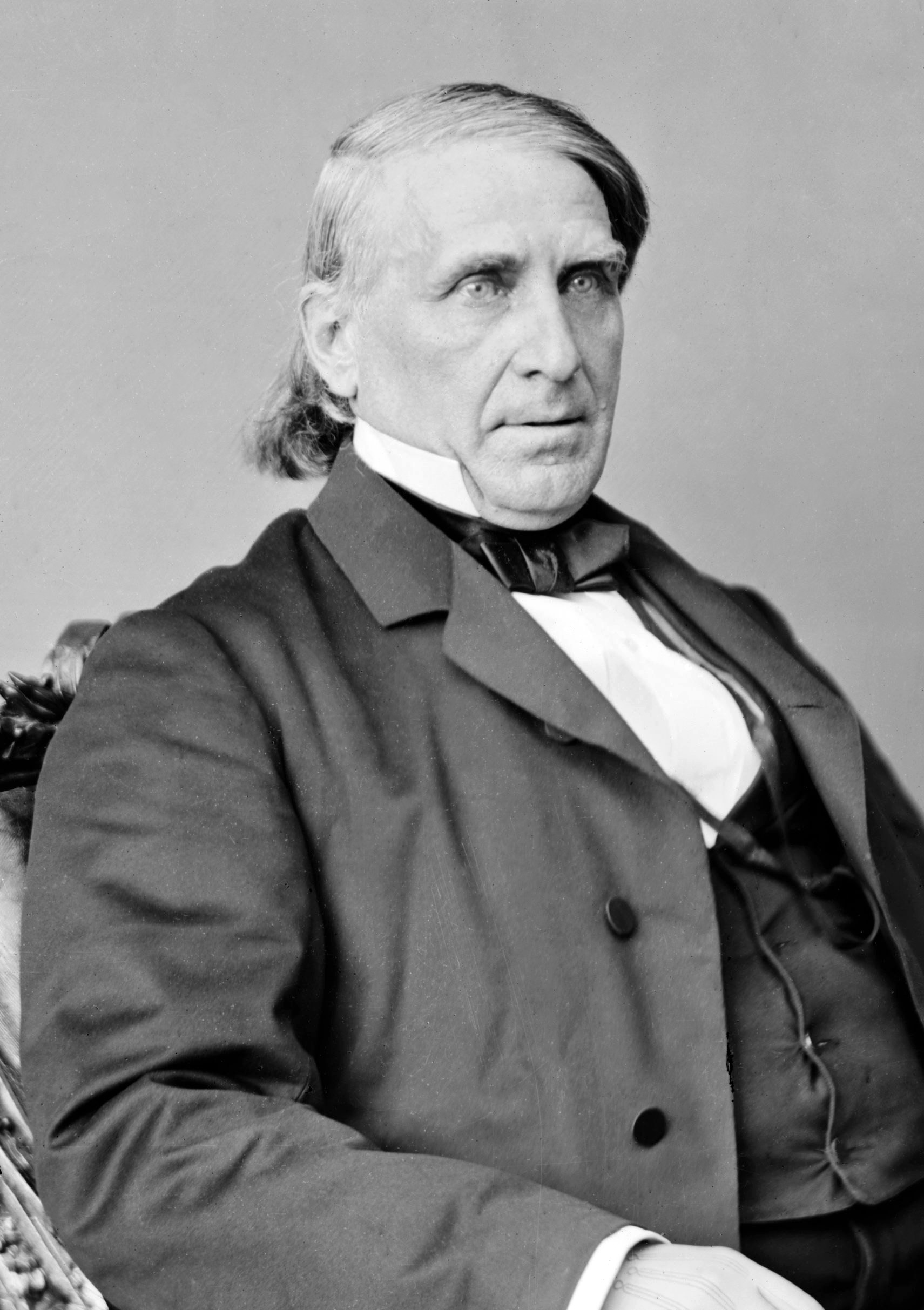

伊莱休·本杰明·沃什伯恩（Elihu Benjamin Washburne，1816年9月23日 - 1887年10月23日），美国政治家，曾任美国国务卿、美国驻法国大使，目睹了巴黎公社事件并参与解救人质。
| 前任： 威廉·H·苏厄德 | 美国国务卿 1869年 | 繼任： 汉密尔顿·菲什 |